# Gallicolombe de Tanna
Alopecoenas ferrugineus
Espèce
Synonymes
- Alopecoenas ferrugineus J.R. Forster, 1844
(ancien)
- Gallicolumba ferruginea J.R. Forster, 1844
(ancien)
- Columba ferruginea J.R. Forster, 1844
(protonyme)

Statut de conservation UICN

 EX  : Éteint
La Gallicolombe de Tanna (Pampusana ferruginea,  syn. Alopecoenas ferrugineus, anciennement Gallicolumba ferruginea) est une espèce éteinte d'oiseaux de la famille des Colombidés.

## Répartition
Cette espèce était endémique de l'île de Tanna, au Vanuatu.